# John Talbot, 3. Earl of Shrewsbury
John Talbot, 3. Earl of Shrewsbury (* 12. Dezember 1448; † 28. Juni 1473 in Coventry, Warwickshire) war ein englischer Peer.

## Leben
Er war der älteste Sohn von John Talbot, 2. Earl of Shrewsbury, und Elisabeth Butler, Tochter von James Butler, 4. Earl of Ormonde.
In den Rosenkriegen stand er zunächst auf der Seite des Hauses Lancaster. Als sein Vater am 10. Juli 1460 in der Schlacht von Northampton fiel, erbte er dessen Adelstitel als 3. Earl of Shrewsbury, 3. Earl of Waterford, 8. Baron Furnivall, 12. Baron Strange (of Blackmere) und 9. Baron Talbot sowie das erbliche Hofamt des Lord High Steward of Ireland. Nachdem er sich am 17. Februar 1461 in der Schlacht von St Albans besonders ausgezeichnet hatte, wurde er noch auf dem Schlachtfeld zum Knight Bachelor geschlagen. Im März desselben Jahres kämpfte er in der Schlacht von Towton, in der die Lancastrianer entscheidend geschlagen wurden. Er erreichte in der Folgezeit einen Ausgleich mit den Yorkisten und gehörte im Dezember 1461 dem Gefolge König Eduards IV. an.
1466 wurde er Justice of the Peace für Shropshire, 1467 auch für Nottinghamshire, Derbyshire und Staffordshire. 1469 erhielt er das Verwalteramt eines Commissioner of Oyer and Terminer für Yorkshire, Cumberland, Westmorland und die Stadt York, sowie 1470 für Shropshire. 1471 erhielt er das Richteramt des Chief Justice von Nordwales.
Im Februar 1472 und erneut im Mai 1473 wurde er als Special Commissioner zu diplomatischen Verhandlungen mit Schottland beauftragt.
Um 1467 hatte er Lady Katherine Stafford († 1476), eine Tochter des Humphrey Stafford, 1. Duke of Buckingham und der Lady Anne Neville, geheiratet. Mit ihr hatte er drei Kinder:
- George Talbot, 4. Earl of Shrewsbury (1468–1538) ⚭ Anne Hastings, Tochter des William Hastings, 1. Baron Hastings;
- Hon. Thomas Talbot († jung);
- Lady Ann Talbot.

Als er 1473 im Alter von 24 Jahren starb, erbte sein erst fünfjähriger Sohn George seine Adelstitel. Er wurde in der Marienkapelle der Priorei von Worksop in Nottinghamshire bestattet.